# Représentations diplomatiques des États fédérés de Micronésie

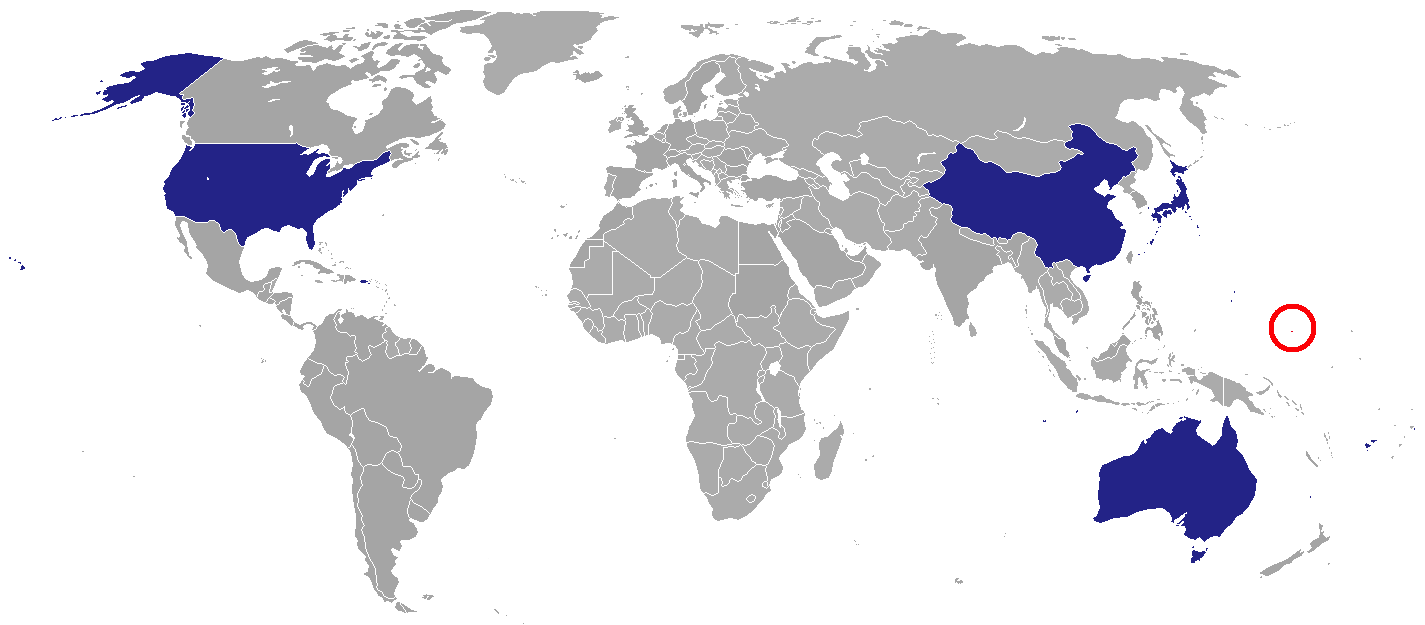
Missions diplomatiques des États fédérés de Micronésie

Ceci est une liste des représentations diplomatiques des États fédérés de Micronésie. 

## Amérique
- États-Unis
  - Washington (Ambassade)[1]
  - Honolulu (Consulat général)[1]
  - Portland (Consulat général)[1]
  - Tamuning (Consulat général)[1]

## Asie
- Chine
  - Beijing (Ambassade)[2]
- Japon
  - Tokyo (Ambassade)[3]

## Océanie
- Australie
  - Canberra (Ambassade)[4]
- Fidji
  - Suva (Ambassade)[2]

## Organisations internationales
- ONU
  - New York (Mission)[2]

## Gallery

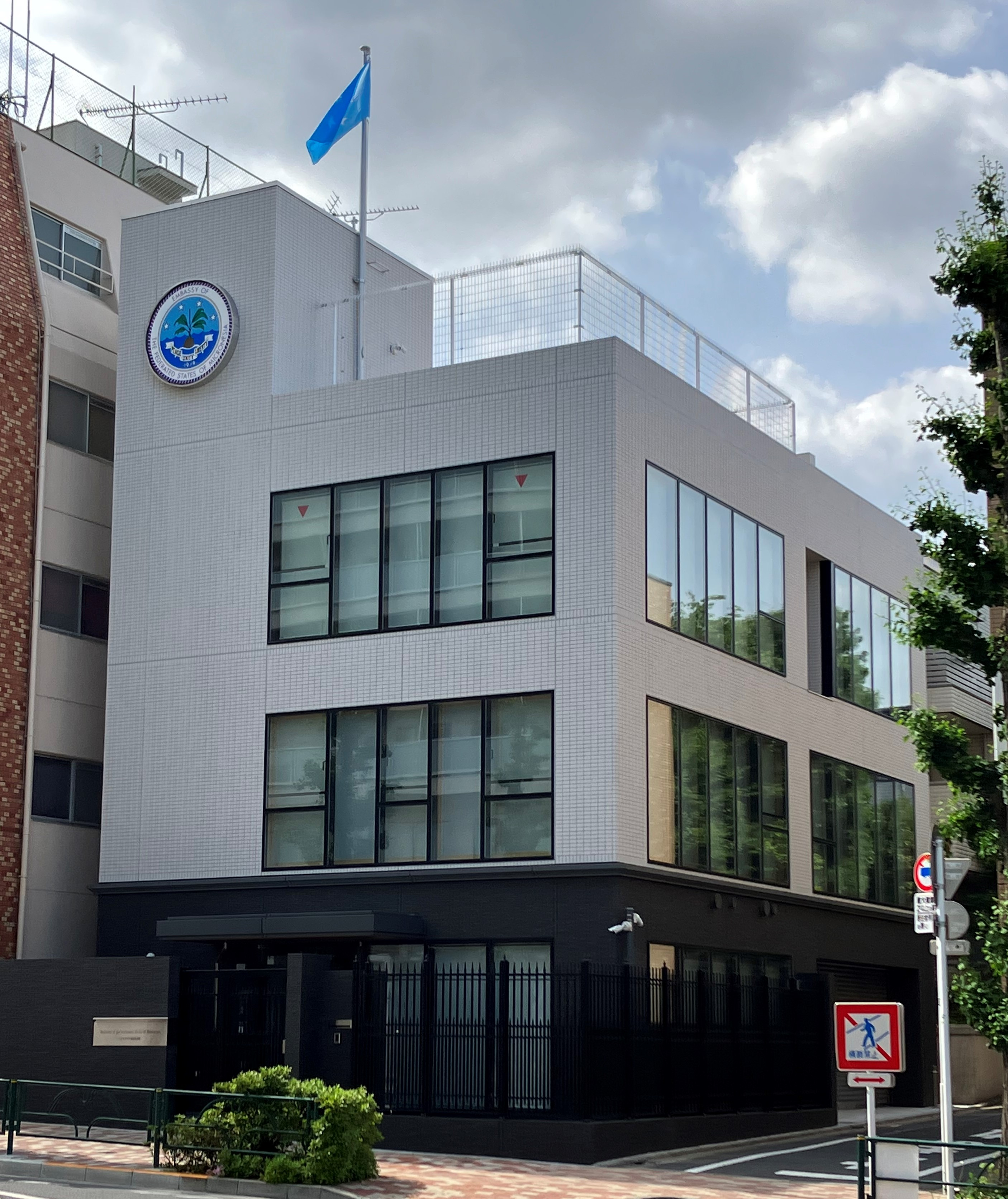
Ambassade à Tokyo
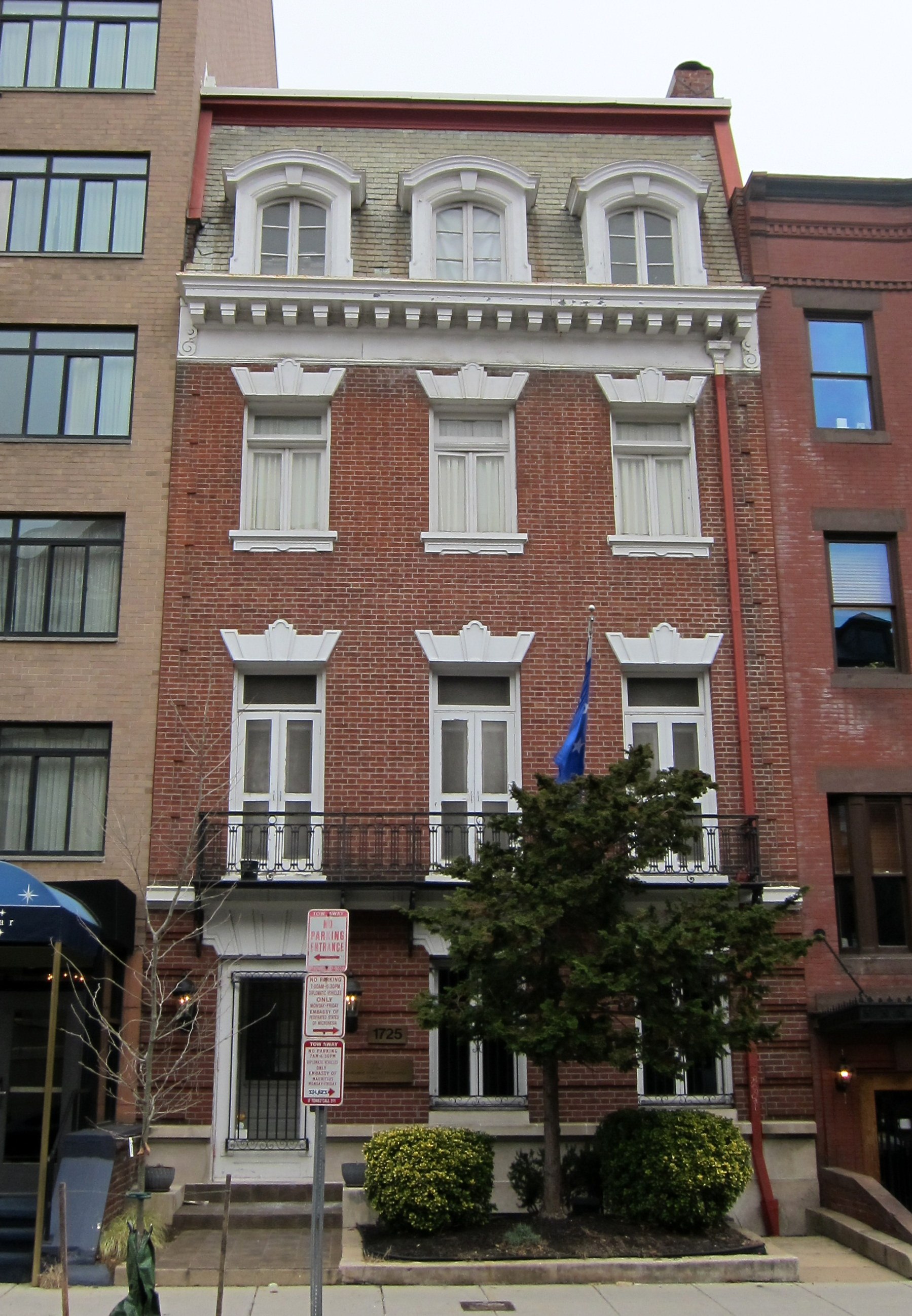
Ambassade à Washington